# 開賽航空
開賽航空是一家總部位於剛果民主共和國金沙薩巴倫布恩多洛機場的航空公司。它在非洲經營包機服務。它的主要基地是金沙薩的恩多洛機場。

## 歷史
該航空公司成立於1983年，前身為Transport Aérien Congo (TAC)和Transport Aérien Zaïrois (TAZ)，是一家瑞典獨資公司。
2006年3月，開賽航空公司被正式禁止在整個歐盟以及挪威和瑞士運營。

## 機隊

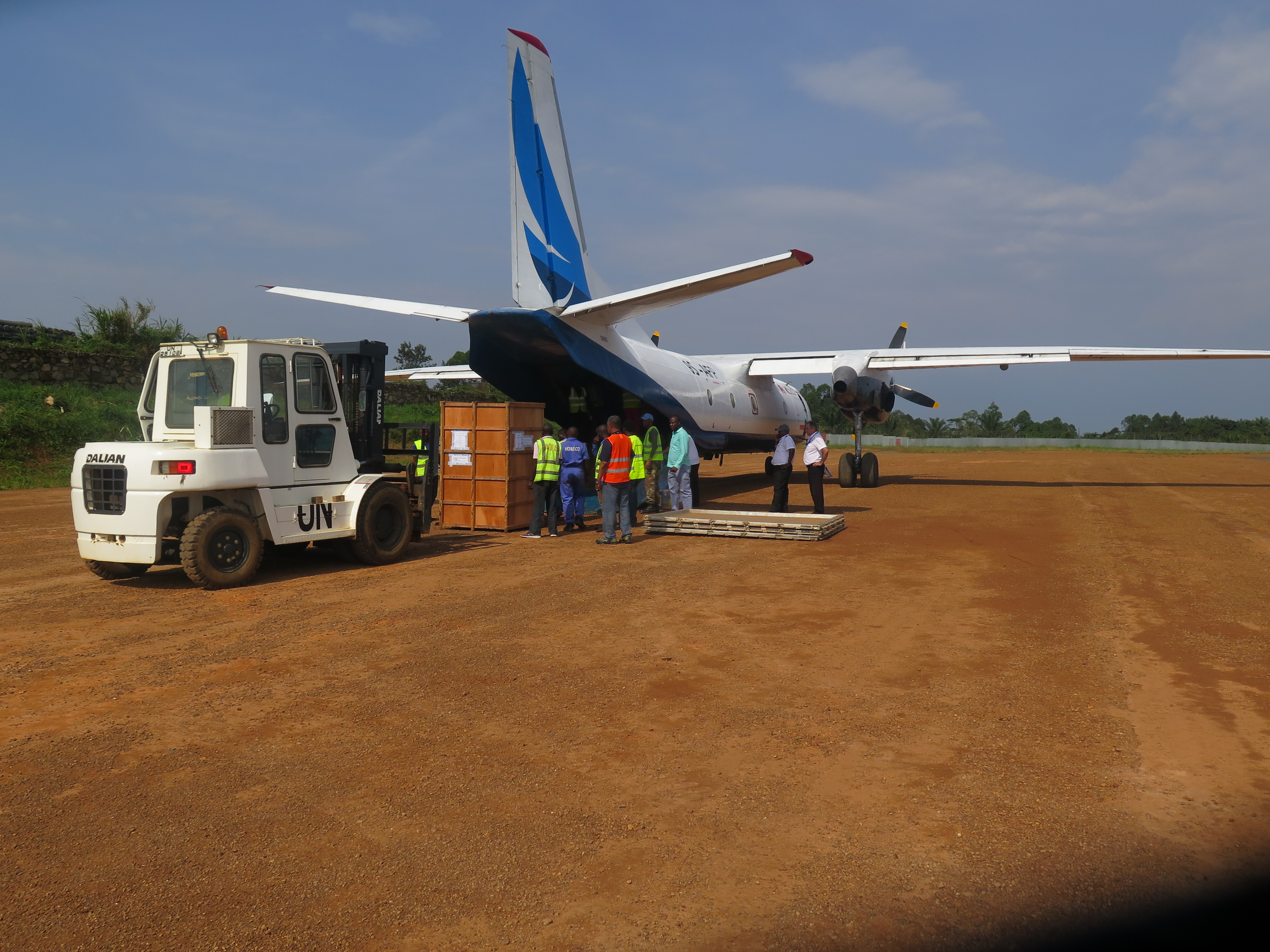
2018 年，開賽航空的 An-26在貝尼機場運送醫療物資

開賽航空機隊包括以下飛機（截至 2014 年 4 月）:

## 目的地
開賽航空服務於以下目的地（截至 2012 年 4 月）:
| 城市     | 國家           | 機場              |
| -------- | -------------- | ----------------- |
| 貝尼     | 刚果民主共和国 | 瓦格尼機場        |
| 布尼亞   | 刚果民主共和国 | Bunia Airport     |
| 恩德培   | 乌干达         | 布尼亞機場        |
| 戈馬     | 刚果民主共和国 | 戈馬國際機場      |
| 金夏沙   | 刚果民主共和国 | 恩吉利機場 [主要] |
| 金夏沙   | 刚果民主共和国 | 恩多洛機場 [主要] |
| 利伯維爾 | 加彭           | 利伯維爾國際機場  |
| 盧本巴希 | 刚果民主共和国 | 盧本巴希國際機場  |
| 黑角     | 刚果共和国     | 黑角機場          |

## 事故
- 2005年9月9日，一架開賽航空安托諾夫An-26B 在剛果共和國布拉柴維爾以北50公里（31英里）處墜毀，機上13人（四名機組人員和九名乘客）全部遇難。[7]
- 2018 年7月27日，一架安東諾夫An-2從卡馬科附近的簡易機場起飛時墜毀，機上七人中有五人遇難。[8]